# Magnus Stenbock (Maler)
Magnus Pontus Heinrich Graf Stenbock (* 19. Juni 1804 in Reval, Gouvernement Estland, Russisches Kaiserreich; † 28. Juni 1836 in Düsseldorf) war ein deutschbaltisch-estländisch-russischer Genremaler der Düsseldorfer Schule.

## Leben
Stenbock war ein Sohn des kaiserlich-russischen Majors und estländischen Landrats Johann Graf Stenbock auf Sellie und Nömme (1774–1838), eines Sprosses des baltischen Zweiges der schwedischen Adelsfamilie Stenbock und Angehörigen der Estländischen Ritterschaft. Seine Mutter war Hedwig Henriette Elisabeth, geborene von Löwenstern (1779–1806), eine Tochter des kaiserlich-russischen Kapitäns Hermann Ludwig von Löwenstern (1748–1815), welcher mit dem späteren Admiral Adam Johann von Krusenstern in den Jahren 1803 bis 1806 die erste russische Weltumseglung unternommen hatte.
Ab etwa 1820 war Stenbock Kunstschüler in Dresden, nach 1826 Privatschüler bei Carl Friedrich Lessing in Düsseldorf. In den Jahren 1834 bis 1836 studierte er an der Kunstakademie Düsseldorf. Er entwickelte sich zum Schöpfer von Räuber-, Landsknechts- und Vagabundenstücken, die er feinmalerisch ausführte.
1834 debütierte Stenbock in Düsseldorf mit dem Gemälde einer Räuberfamilie. Der Düsseldorfer Kunstkritiker Anton Fahne nannte es eine „verirrte Räuberscene“ und vermisste in ihr „alle Haltung, allen Ausdruck in den Köpfen“. Spöttisch räumte er mit Blick auf die „Abwechselung in den Costümen“ ein, dass „auf das Bild unendlicher Fleiß“ verwandt und darin alles gemalt worden sei, „was sich die Menschen in den verschiedenen Jahrhunderten nur auf den Leib gehangen haben“. Der Berliner Kunstschriftsteller und Kunstsammler Atanazy Raczyński und der Düsseldorfer Kunstschriftsteller Wolfgang Müller von Königswinter sahen in diesem Gemälde, das Prinz August von Preußen erwarb, den künstlerischen Einfluss von Lessings Räuberdarstellung.
Trotz teilweise harscher Kritik fand Stenbock illustre Abnehmer für seine Kunst, etwa Friedrich Wilhelm IV., der als preußischer Kronprinz eines seiner Gemälde erwarb. Das Betende Mädchen kaufte 1835 der Kunstverein für die Rheinlande und Westfalen. Das 1836 entstandene Bild Landsknechte, in ihrem Lager bedroht gelangte über einen Danziger Kaufmann später ins Stadtmuseum Danzig. Das Motiv Wegelagerer aus dem Dreißigjährigen Kriege war das letztes Bild des Künstlers.
Stenbock lebte ledig in Düsseldorf und starb dort im Alter von 32 Jahren an der „Schwindsucht“. Er wurde unter großer Anteilnahme der Düsseldorfer Künstlerschaft auf dem Golzheimer Friedhof bestattet.

## Rezeption

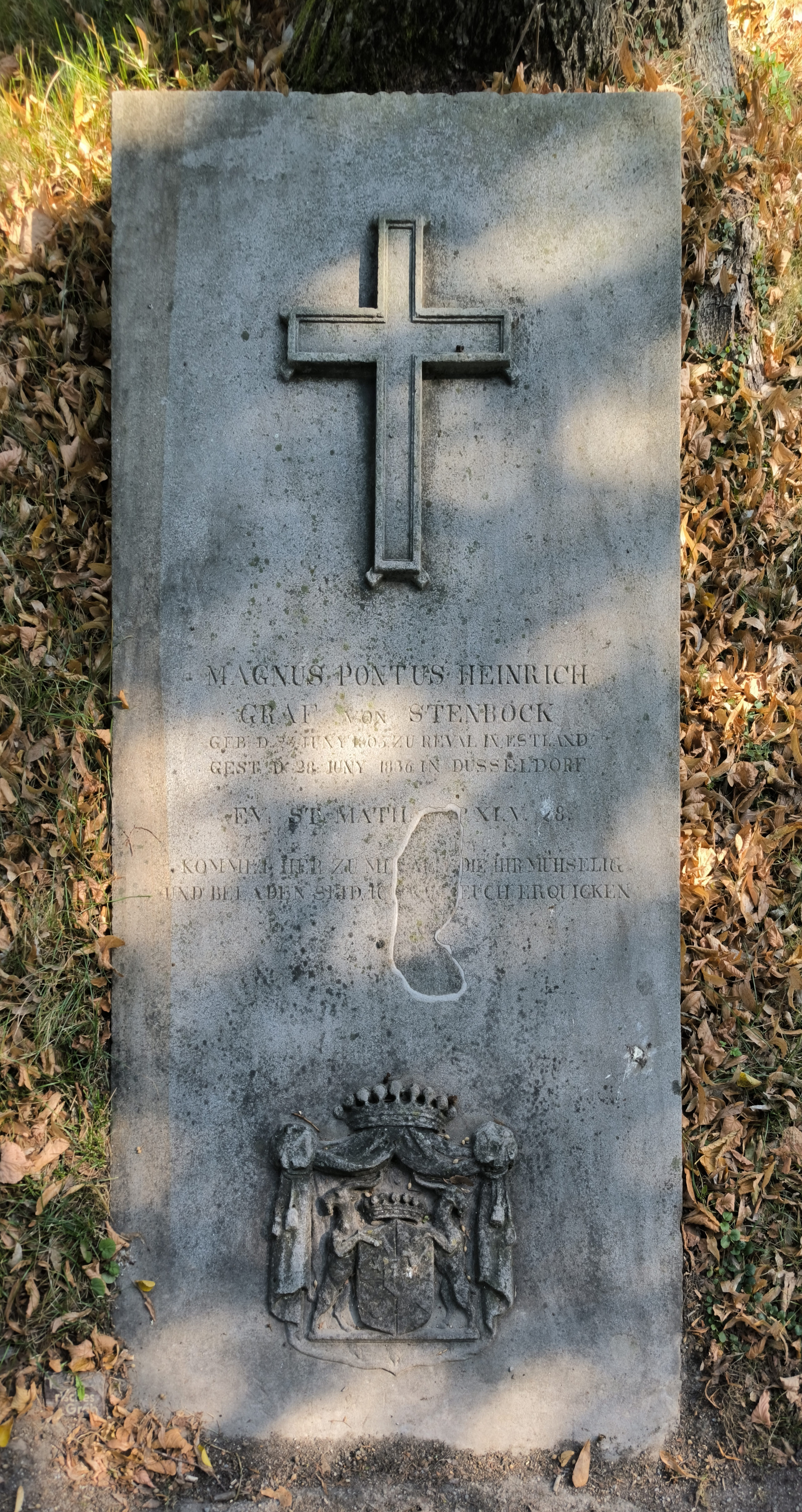
Grabstätte von Magnus Graf Stenbock auf dem Golzheimer Friedhof in Düsseldorf

Eine Düsseldorfer Zeitung beschrieb den Maler 1843 ihren Lesern folgendermaßen:

„Graf Magnus von Stenbock aus Reval in Esthland. Spindeldürre seine Gestalt. Kopf voll geistigen Ausdrucks. Wissenschaftlich durchbildeter Mann, fein von Sitten, natürlich und liebenswürdig von Charakter. Er liebte es, seine Bilder bis ins kleinste Detail, wie Mieris und Terbourg, auszuführen, und verfiel dadurch nicht selten in eine geleckte Manier. Wenn er einen Strumpf malte, so konnte man jede Masche verfolgen, selbst bei feineren Stoffen, wie Leinwand, verschmähte er es nicht, die einzelnen Fäden wiederzugeben. Nichts desto weniger sind seine Bilder nicht ohne Kraft in Farbe und Ausdruck, und die Köpfe seiner Räuber und Vagabunden, die er gewöhnlich malt, mitunter höchst launig und charaktervoll. Leider ereilte den kränkelnden Künstler der Tod zu früh, und sind außer einigen kleineren Arbeiten, nur: die Räuberfamilie, und das bedrohte Lager der Lanzenknechte, als größere von ihm vollendete Werke aufzuführen. Stenbock hatte den Glauben, er habe einen Doppelgänger, was seiner ohnehin originellen Erscheinung etwas Unheimliches verlieh. Sämmtliche Kunstjünger Düsseldorfs begleiteten ihn feierlichst zur Ruhestätte, und betrauerten in ihm einen wackern, strebsamen Künstler und edlen Freund!“